# Спортивная гимнастика на летних Олимпийских играх 2008 — перекладина
Соревнования на перекладине среди мужчин на летних Олимпийских играх 2008 года состоялись в Государственном дворце спорта Пекина 19 августа. В соревнованиях участвовали 8 гимнастов (не более двух от одной страны). У каждого гимнаста было только одно выступление.
Чемпионом стал китаец Цзоу Кай, серебряным призёром — американец Джонатан Хортон, бронзовым призёром — немец Фабиан Хамбюхен.

## Результаты
| Место | Спортсмен       | Очки   |
| ----- | --------------- | ------ |
| 1     | Цзоу Кай        | 16.200 |
| 2     | Джонатан Хортон | 16.175 |
| 3     | Фабиан Хамбюхен | 15.875 |
| 4     | Игорь Кассина   | 15.675 |
| 5     | Такуя Накасэ    | 15.450 |
| 6     | Хироюки Томита  | 15.225 |
| 7     | Эпке Зондерланд | 15.000 |
| 8     | Ян Кюшера       | 14.825 |